# Счетоводство
Счетоводството е систематично регистриране, периодично представяне във финансови отчети и анализ на сделките на предприятието в паричен измерител. То се осъществява при спазване на определени правила, наричани често общоприети счетоводни принципи (Generally Accepted Accounting Principles). Счетоводството позволява на дадена компания да анализира финансовите си резултати от дейността въз основа на различни показатели като например нетната печалба (печалбата за периода).

## Същност на счетоводството
В днешно време счетоводството често се описва като „езикът на бизнеса“, тъй като е средството за представяне на отчетна финансова информация за активите, пасивите, капитала, приходите и разходите и паричните потоци на дадено предприятие, която информация може да се използва от различни групи от хора – потребители на информация, за вземане на икономически решения.
Счетоводството в пазарни условия се диференцира на два клона: управленско счетоводство и финансово счетоводство. Управленското счетоводство (management accounting) e насочено към създаване и анализиране на информация за вътрешнофирмени нужди: тя се използва от ръководството на предприятието за вземане на решения, планиране, контрол и оценка на постигнатите резултати от дейността. Счетоводството, което е насочено към изготвянето на финансови отчети за ползване от външните потребители на информация, извън предприятието, се нарича финансово счетоводство (financial accounting). Сред външните потребители са доставчици, клиенти, кредитори, държавни органи, собственици, персонал, потенциални инвеститори, одитори, финансови анализатори, икономисти. Тъй като тези потребители имат различни информационни потребности, e необходимо счетоводната информация да бъде структурирана по определен начин, затова изготвянето и представянето на финансови отчети е обект на нормативно регулиране за разлика от управленското счетоводство.
В България повечето счетоводни системи в предприятията са от типа финансово счетоводство, тъй като създаваната информация е предимно за ползване от външните потребители с превес на данъчни и други държавни органи (в т.ч. националната статистика) и банки кредитори. В по-големите компании, обикновено с чуждестранно участие, има и системи на управленско счетоводство.
В България счетоводството (финансовото) е обект на нормативно регулиране от страна на Закона за счетоводството и приложимите счетоводни стандарти. Двете основни категории стандарти са: Национални стандарти за финансови отчети на малки и средни предприятия (НСФОМСП) и Международни стандарти за финансово отчитане (МСФО, IFRS).

## История
Счетоводството е с хилядолетна история. Най-ранните счетоводни записи, които водят началото си отпреди повече от 7000 години, са открити в Месопотамия. Хората от това време са използвали примитивни счетоводни способи, за да записват количеството добита реколта от зърно и броя на добитъка. През вековете счетоводството се развива и усъвършенства с развитието на стопанската дейност.
Създател на първата книга по счетоводство – „Всичко за аритметиката, геометрията, пропорциите и пропорционалностите“ („Summa de arithmetica, geometrica, proportioni et proportionalita“), е Лука Пачиоли. В книгата се съдържа отделна глава „Трактат за сметките и записванията“ („Particularis de Computis et Scripturis“), в който за пръв път се описва Венецианската счетоводна система.
Счетоводството в България е пренесено от Дубровнишката и Цариградската школа през 19 век. Първата българска книга по счетоводство е дело на братята Стоян и Христо Караминкови и се нарича „Диплография, или как да се държат търговските книги“, издадена през 1850 г. в Цариград. За първи път счетоводството се преподава като учебна дисциплина в Търговската гимназия в Свищов през 1884 г.

## Видове счетоводство
Счетоводството според организацията на отчитане може да бъде:
- Едностранно счетоводство – може да се прилага само от предприятия на еднолични търговци, които са малки предприятия (чл. 32, ал. 4 от Закона за счетоводството);
- Двустранно счетоводство.

Разликата е, че при едностранното счетоводство се водят регистри, при които се посочва изменението в даден отчетен обект, без да се посочва свързаното изменение в резултат на сделка или операция в друг отчетен обект, както е при двустранното (двойно) счетоводство. Например в книгата за материалните запаси закупените през периода стоки се вписват, без да се посочва намаление на паричните средства (или увеличение на задължението към доставчика).
Според потребителите на информация и други признаци счетоводството се подразделя на финансово и управленско.

## Понятия

### Счетоводни принципи
Счетоводните принципи са основополагащи изисквания, на чиято база се води счетоводството. Те са дефинирани в законодателствата на различните страни (в България в Закона за счетоводството), в приложимите за предприятието счетоводни стандарти или са неписана част от счетоводните традиция и практика. Това предопределя тяхното многообразие и различния им брой според различните източници.
Основните принципи според Закона за счетоводство са:
- действащо предприятие – приема се, че предприятието е действащо и ще остане такова в предвидимо бъдеще; предприятието няма нито намерение, нито необходимост да ликвидира или значително да намали обема на своята дейност – в противен случай при изготвянето на финансовите отчети следва да се приложи ликвидационна или друга подобна счетоводна база;
- текущо начисляване – приходите и разходите, произтичащи от сделки и събития, се начисляват към момента на тяхното възникване, независимо от момента на получаването или плащането на паричните средства или техните еквиваленти и се включват във финансовите отчети за периода, за който се отнасят;
- съпоставимост между приходите и разходите – разходите, извършени във връзка с определена сделка или дейност, да се отразяват във финансовия резултат за периода, през който предприятието черпи изгода от тях, а приходите да се отразяват за периода, през който са отчетени разходите за тяхното получаване;
- предпазливост – оценяване и отчитане на предполагаемите рискове и очакваните евентуални загуби при счетоводното третиране на стопанските операции с цел получаване на действителен финансов резултат;
- предимство на съдържанието пред формата – сделките и събитията се отразяват счетоводно съобразно тяхното икономическо съдържание, същност и финансова реалност, а не формално според правната им форма;
- запазване при възможност на счетоводната политика от предходния отчетен период – постигане съпоставимост на счетоводните данни и показатели през различните отчетни периоди;
- независимост на отделните отчетни периоди и стойностна връзка между начален и краен баланс – всеки отчетен период се третира счетоводно сам за себе си независимо от обективната му връзка с предходния и със следващия отчетен период, като данните на финансовия отчет в началото на текущия отчетен период трябва да съвпадат с данните в края на предходния отчетен период.

### Счетоводна сметка
Счетоводната сметка е средство за извършване на информационен запис, показващ наличността в началото и края на периода, и което е по-важното – измененията (увеличения и намаления) през периода в даден отчетен обект – вземане, задължение, дълготраен актив, материален запас и др. В счетоводната сметка се записва паричният израз на всички стопански операции, които са довели до промени в дадения стопански обект.
В счетоводната практика се използва т. нар. двустранна форма на счетоводните сметки. Строежът на двустранната форма на счетоводната сметка изисква сметката да се построи с две страни – лява и дясна. Лявата страна се нарича дебит, а дясната – кредит Съкращението на думите „дебит“ и „кредит“ е съответно Д-т и К-т. Освен тези две страни счетоводната сметка има и трета част – салдо, или остатък, което е начално – в началото на периода, и крайно – в края на периода.
| Актив э | Актив э |
| Дебити  | Кредити |
| ------- | ------- |
| X       |         |

### Активни и пасивни счетоводни сметки
В счетоводството се води сметка за всяка балансова статия – активна и пасивна, което е основание счетоводните сметки да се разграничат на активни и пасивни сметки. 
Активните счетоводни сметки се откриват и водят за всеки вид актив при спазване на следните правила:
- откриването им е с начално салдо от баланса, което се записва в тяхната лява, „дебитна“ страна;
- текущо през отчетния период винаги се дебитират, когато отчитаната от тях активна балансова статия се увеличава;
- текущо през отчетния период винаги се кредитират, когато отчитаната от тях активна балансова статия се намалява;
- в края на отчетния период салдото им винаги е дебитно (дебитния сбор е по-голям от кредитния сбор) или са без салдо (дебитния сбор е равен на кредитния сбор).

Пасивните счетоводни сметки се водят за даден вид пасив по правилото обратно на активните счетоводни сметки:
- откриването им е с начално салдо от баланса, което се записва в тяхната дясна, „кредитна“ страна;
- текущо през отчетния период винаги се кредитират, когато отчитаната от тях пасивна балансова статия се увеличава;
- текущо през отчетния период винаги се дебитират, когато отчитаната от тях пасивна балансова статия се намалява;
- в края на отчетния период салдото им винаги е кредитно (кредитния сбор е по-голям от дебитния сбор) или са без салдо (кредитния сбор е равен на дебитния сбор).

### Сметкоплан
Счетоводните сметки се систематизират в списък, наречен сметкоплан. В него счетоводните сметки са подредени в следната структура: раздел, група, счетоводна сметка.
Всеки раздел обхваща еднородни по икономическа същност и функционално предназначение група сметки. Разделите се обозначават с цифрен код от 1 до 9.
- Раздел 1. Сметки за капитала.
- Раздел 2. Сметки за дълготрайни активи
- Раздел 3. Сметки за материални запаси
- Раздел 4. Сметки за разчети
- Раздел 5. Сметки за финансови средства
- Раздел 6. Сметки за разходи
- Раздел 7. Сметки за приходи
- Раздел 8. Този раздел е свободен, резервен
- Раздел 9. Задбалансови сметки

Групата сметки конкретизира раздела и в нея се включват счетоводни сметки за отчитане на еднородни по функционална същност обекти и процеси от дейността на предприятието. Групите сметки се обозначават с двуцифрено число, като първата им цифра е кода на съответния им раздел, а втората цифра е от 0 до 9 и изразява поредността на групата в раздела. Например в Раздел 5. Сметки за финансови средства са обособени следните групи:
- Група 50. Парични средства;
- Група 51. Краткосрочни финансови активи;
- Група 52. Краткосрочни вземания и заеми.

Счетоводните сметки в сметкоплана са конкретизация на групите и имат за код трицифрено число, което обозначава раздела и групата сметки, към които принадлежи счетоводната сметка и третата цифра от кода е поредния номер вътре в групата. Например в Група 50. Парични средства счетоводните сметки са конкретизирани по следния начин:
- Сметка 501. Каса в левове;
- Сметка 502. Каса във валута;
- Сметка 503. Разплащателни сметки в левове;
- Сметка 504. Разплащателни сметки във валута;
- Сметка 505. Акредитиви в лева;
- Сметка 506. Акредитиви във валута;
- Сметка 507. Предоставени депозити;
- Сметка 508. Предоставени разплащателни чекове;
- Сметка 509. Други парични средства.

Сметкопланът може и да съдържа счетоводни сметки с 4-цифрен, 5-цифрен и дори повече цифрени номера. Това идва от спецификата на дейността на предприятието и от неговата необходимост да води аналитични и субаналитични сметки. Например, едно предприятие може да има няколко разплащателни сметки в няколко различни банки, тогава се обуславя нуждата да се води отчетност на движението и наличността на парични средства за всяка една разплащателна сметка и съответно Сметка 503. Разплащателни сметки в лева ще има следните аналитични сметки:
- Сметка 5031. Разплащателна сметка в лева в „Първа банка“;
- Сметка 5032. Разплащателна сметка в лева във „Втора банка“;
- Сметка 5033. Разплащателна сметка в лева в „Трета банка“ и т.н.

### Регистър
Регистърът е счетоводна книга, съдържаща обобщена счетоводна информация от първичните или вторичните счетоводни документи за еднородни по характера си стопански операции. Счетоводните регистри могат да бъдат за хронологично отчитане или систематично (сметководно) отчитане. Основен регистър за систематично отчитане е Главната книга. Тя съдържа всички синтетични (главни) счетоводни сметки с информация за начални и крайни салда, обороти (изменения) с посочване на кореспондиращи сметки.

#### Активи и пасиви
Активите поначало са всичко, което предприятието притежава. Активите са придобити в резултат на предходни събития и контролирани от предприятието ресурси, от които се очаква бъдеща икономическа изгода. Според МСФО не се признава като актив в баланса ресурс, с който разполага предприятието, но от който не се очаква бъдеща изгода или не може да се определи надеждно неговата цена на придобиване/себестойност.
Пасивите са външните източници за финансиране на активите. Те са задълженията на предприятието и водят до намаляване на икономическата изгода. Собствен капитал са имуществото или права, които собствениците инвестират в предприятието (задължения към акционерите). Затова собственият капитал означава каква част от активите на предприятието са собствени.
Собственият капиталът е израз на чистата стойност на предприятието (нетни активи):
Собствен капитал = Активи – Пасиви = Основен капитал (регистриран в съда) + Резерви + Печалби и загуби от предходни периоди + Финансов резултат от текущата година.
Примери:
- Собственик създава предприятие, като записва на негово име камион. Тогава дружеството дължи един камион (основен капитал) и същевременно притежава един камион (актив);
- Предприятие получава банков кредит. Следователно предприятието дължи на банката сумата по кредита (пасив) и притежава получената парична наличност (актив).

От дефинициите се извежда основното счетоводно равенство според МСФО, т.е. англосаксонската счетоводна система:
Активи = Пасиви + Собствен капитал
Според континенталната счетоводна система собственият капитал е също пасив, тъй като той принадлежи на собствениците (съдружници, акционери). Пасивите показват кому принадлежат активите, а те са на кредиторите. Към това общо понятие се отнасят: притежателите на собствения капитал, доставчиците, търговските банки и всички други кредитори до размера на тяхното вземане. Затова по стойност, активите са равни на пасивите. От чисто икономическа гледна точка предприятието е на кредиторите, а не на персонала които работи в него, в т.ч. и не на изпълнителното тяло (управител, управителен съвет, директорски съвет, надзорен съвет или друг орган според търговския закон и устава на предприятието). Това е причината да може да се заличи от горната формула собствения капитал, за да остане равенството
Активи = Пасиви

### Баланс
Балансът показва активите и пасивите на отчетната единица. Двете страни на баланса – Актив и Пасив (според НСФОМСП), са винаги равни (най-общо казано, това, което притежава предприятието, е равно на това, което дължи). Например, предприятие при своята регистрация в съда регистрира основен капитал (дължим на акционерите или съдружниците). В актива на баланса в този случай ще се запише сумата на внесения капитал като паричен ресурс, а в пасива ще се запише капиталът като задължение към съдружниците. Баланса има две форми. При двустранните баланси активите са в колонка вляво, а пасивите и собствения капитал – вдясно. При едностранната форма на баланса двете колонки се изписват последователно, като първо се посочват активите, а след тях пасивите и капитала.
Съгласно МСФО балансът няма задължителна форма. Но едната страна на баланса се нарича „Активи“, а другата – „Собствен капитал и пасиви“. Изисква се активите и пасивите да се представят като текущи/нетекущи, освен ако не е по-подходящо да се представят според ликвидността им – дългосрочни/краткосрочни (обикновено при финансовите институциите).
Съгласно Националните стандарти за финансови отчети на малки и средни предприятие, последна промяна в сила от 1 януари 2008 година, счетоводният баланс има следната структура:
АКТИВ
Раздел А: Записан, но невнесен капитал
Раздел Б: Нетекущи активи
Група I: Нематериални активи
Статия 1: Продукти от развойна дейност.
Статия 2: Концесии, патенти, лицензии, търговски марки, програмни продукти и други подобни права и активи.
Статия 3: Търговска репутация.
Статия 4: Предоставени аванси и нематериални активи в процес на изграждане.
Група II: Дълготрайни материални активи
Статия 1: Земи и сгради, в т.ч.:
– земи;
– сгради.
Статия 2: Машини, производствено оборудване и апаратура.
Статия 3: Съоръжения и други.
Статия 4: Предоставени аванси и дълготрайни материални активи в процес на изграждане.
Група III: Дългосрочни финансови активи
Статия 1: Акции и дялове в предприятия от група.
Статия 2: Предоставени заеми на предприятия от група.
Статия 3: Акции и дялове в асоциирани и смесени предприятия.
Статия 4: Предоставени заеми, свързани с асоциирани и смесени предприятия.
Статия 5: Дългосрочни инвестиции.
Статия 6: Други заеми.
Статия 7: Изкупени собствени акции с отделно посочване на номиналната им стойност.
Група IV: Отсрочени данъци
Раздел В: Текущи активи
Група I: Материални запаси
Статия 1: Суровини и материали.
Статия 2: Незавършено производство.
Статия 3: Продукция и стоки, в т.ч.:
– продукция;
– стоки.
Статия 4: Предоставени аванси.
Група II: Вземания (вземанията със срок на получаване над една година се посочват отделно за всяка статия)
Статия 1: Вземания от клиенти и доставчици.
Статия 2: Вземания от предприятия от група.
Статия 3: Вземания, свързани с асоциирани и смесени предприятия.
Статия 4: Други вземания.
Група III: Инвестиции
Статия 1: Акции и дялове в предприятия от група.
Статия 2: Изкупени собствени акции с отделно посочване на номиналната им стойност.
Статия 3: Други инвестиции.
Група IV: Парични средства, в т.ч.:
– в брой;
– в безсрочни сметки (депозити).
Раздел Г: Разходи за бъдещи периоди
ПАСИВ
Раздел А: Собствен капитал
Група I: Записан капитал
Група II: Премии от емисии
Група III: Резерв от последващи оценки
Група IV: Резерви
Статия 1: Законови резерви.
Статия 2: Резерв, свързан с изкупени собствени акции.
Статия 3: Резерв съгласно учредителен акт.
Статия 4: Други резерви.
Група V: Натрупана печалба (загуба) от предходни години, в т.ч.:
– неразпределена печалба;
– непокрита загуба.
Група VI: Текуща печалба (загуба)
Раздел Б: Провизии и сходни задължения
Статия 1: Провизии за пенсии и други подобни задължения.
Статия 2: Провизии за данъци, в т.ч. отсрочени данъци.
Статия 3: Други провизии и сходни задължения.
Раздел В: Задължения (задълженията със срок на погасяване до и над една година се посочват отделно за всяка статия и за раздела като цяло)
Статия 1: Облигационни заеми с отделно посочване на конвертируемите.
Статия 2: Задължения към финансови предприятия.
Статия 3: Получени аванси.
Статия 4: Задължения към доставчици.
Статия 5: Задължения по полици.
Статия 6: Задължения към предприятия от група.
Статия 7: Задължения, свързани с асоциирани и смесени предприятия.
Статия 8: Други задължения, в т.ч.:
– към персонала;
– осигурителни задължения;
– данъчни задължения.
Раздел Г: Финансирания и приходи за бъдещи периоди, в т.ч.:
– финансирания;
– приходи за бъдещи периоди.

### Финансов отчет
Финансовите отчети са източници на цялостна обобщена счетоводна информация за даденото предприятие. Основното изискване към тях е да дават вярна и честна представа за имущественото и финансовото състояние и за резултата от дейността на предприятието. Финансовият отчет е съставен от следните компоненти според НСФОМСП:
1. Баланс
2. Отчет за приходите и разходите
3. Отчет за паричните потоци
4. Отчет за собствения капитал
5. Приложение

Според МСФО компонентите на финансовия отчет са:
1. Отчет за финансовото състояние (баланс)
2. Отчет за всеобхватния доход
3. Отчет за промените в собствения капитал
4. Отчет за паричните потоци
5. Пояснителни приложения

Финансовите отчети според предназначението си могат да бъдат:
- вътрешни – служат за вътрешно потребление в предприятието;
- външни – ползват се от външни контрагенти на предприятието – акционери, съдружници, заемодатели, персонал, данъчни власти, ревизори, банки и др.

Ако предприятието отговаря на поне два от трите критерии, посочени в чл. 38 от Закона за счетоводството, то външните финансови отчети подлежат на проверка и заверка от външен одитор (дипломиран експерт-счетоводител).

## Видове счетоводство
- Управленско и финансово
- Разходно, счетоводство на материалните запаси и др.